# Doug Liman
Douglas Eric Liman, detto Doug (New York, 24 luglio 1965), è un regista, produttore cinematografico, produttore televisivo e direttore della fotografia statunitense.

## Biografia
Figlio di un facoltoso avvocato newyorkese, inizia a lavorare nel campo dei cortometraggi durante gli anni del college. Ha studiato alla Brown University e in seguito alla University of Southern California, dove nel 1993, inizia a lavorare al suo primo film. Infatti nel 1994 realizza la commedia Gettin in/Student Body. Nel 1996 dirige Swingers, su una sceneggiatura di Jon Favreau, che si riserva un ruolo da protagonista. Favreau e Liman coinvolgono nel progetto l'amico Vince Vaughn, facendo diventare il film un piccolo cult. Su una sceneggiatura di John August nel 1999 dirige Go - Una notte da dimenticare.
Nel 2002 dirige The Bourne Identity, il primo capitolo della trilogia action dedicata all'agente Jason Bourne, personaggio dei romanzi di Robert Ludlum, nei successivi capitoli lascia la regia a Paul Greengrass, ma si riserva un ruolo come produttore.
Liman lavora anche in campo televisivo, avendo prodotto buona parte degli episodi della serie tv The O.C., di cui ha diretto l'episodio pilota. Nel 2005 dirige la coppia Angelina Jolie e Brad Pitt nel film di successo Mr. & Mrs. Smith, in seguito dirige l'episodio pilota di una serie tv tratta dalla pellicola. Nel 2008 dirige Jumper - Senza confini, storia di un ragazzo, interpretato da Hayden Christensen, che scopre di avere il dono di teletrasportarsi.
Per il 2010 dirige Naomi Watts e Sean Penn in Fair Game - Caccia alla spia, basato sulle memorie di Valerie Plame e presentato in concorso al Festival di Cannes 2010. Nel febbraio 2010 fu annunciato che Doug Liman avrebbe diretto un film ispirato alle vicende della rivolta di Attica, basandosi su una sceneggiatura di Geoffrey Fletcher. Nel 2014 dirige Tom Cruise in Edge of Tomorrow - Senza domani, film fantascientifico che si rivela essere un grande successo di pubblico e di critica. Sempre con Tom Cruise dirige il film biografico Barry Seal - Una storia americana.

## Filmografia

### Regista
- Student Body (Getting In) (1994)
- Swingers (1996)
- Go - Una notte da dimenticare (Go) (1999)
- The Bourne Identity (2002)
- Mr. & Mrs. Smith (2005)
- Jumper - Senza confini (2008)
- Fair Game - Caccia alla spia (Fair Game) (2010)
- Edge of Tomorrow - Senza domani (Edge of Tomorrow) (2014)
- The Wall (2017)
- Barry Seal - Una storia americana (American Made) (2017)
- Locked Down (2021)
- Chaos Walking (2021)
- Road House (2024)
- The Instigators (2024)

### Produttore
- Kissing Jessica Stein, regia di Charles Herman-Wurmfeld (2001)
- The Bourne Identity (2002)
- The O.C. (2003-2004) - serie TV
- The Bourne Supremacy, regia di Paul Greengrass (2004)
- Nickname: Enigmista, regia di Jeff Wadlow (Cry Wolf) (2005)
- The Bourne Ultimatum - Il ritorno dello sciacallo, regia di Paul Greengrass (2007)
- The Killing Floor - Omicidio ai piani alti, regia di Gideon Raff (2007)
- Fair Game - Caccia alla spia (Fair Game) (2010)
- Suits (2011) - serie TV
- Jason Bourne, regia di Paul Greengrass (2016)
- Locked Down (2021)

## Riconoscimenti
- 2015 – Saturn Award[2]
  - Candidatura per la miglior regia per Edge of Tomorrow - Senza domani